# غرانت بويس
غرانت بويس (بالإنجليزية: Grant Boyce)‏ هو لاعب هوكي الحقل أسترالي، ولد في 1956م.

## وصلات خارجية
- غرانت بويس على موقع أوليمبيديا (الإنجليزية)
- غرانت بويس على موقع اللجنة الأولمبية الأسترالية (الإنجليزية)